# Naxçıvantəpə
Koordinaten: 39° 10′ 55,2″ N, 45° 25′ 55,2″ O

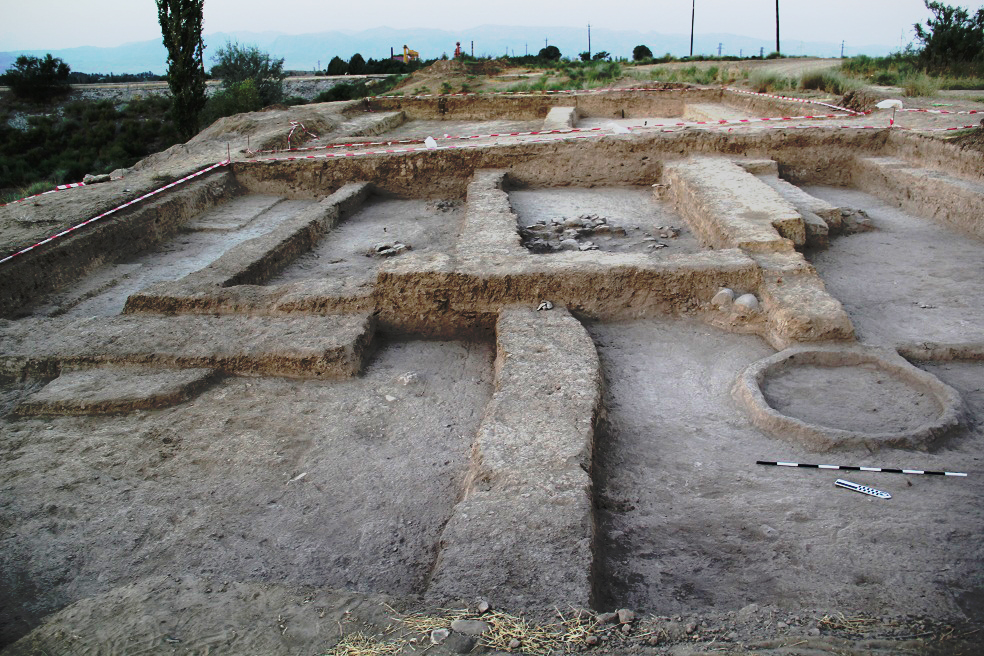
Naxçıvantəpə

Naxçıvantəpə ist eine archäologische Fundstätte in der Stadt Nachitschewan, Autonome Republik Nachitschewan, Aserbaidschan. Sie liegt auf einem natürlichen Hügel im Tal von Naxçıvançay. Die Besiedlung reicht bis mindestens 5000 v. Chr. zurück.

## Forschung
Die archäologische Forschung in Naxçıvantəpə unter der Leitung von Veli Bakhshaliyev aus Nachitschewan, einer Zweigstelle der Nationalen Akademie der Wissenschaften Aserbaidschans, begann im Jahr 2017.
Die Verbindungen zwischen den Kulturen des Südkaukasus und des Nahen Ostens (einschließlich Mesopotamien) haben die Forscher seit vielen Jahren beschäftigt. Forscher wie R. M. Munchayev, O. A. Abibullayev, I. G. Narimanov, T. I. Akhundov und andere sprachen über die Verbreitung von Kulturen aus dem Nahen Osten im Südkaukasus. Diese Verbindungen wurden durch einen Komplex aus archäologischen Materialien bestätigt, unter anderem aus Naxçıvantəpə, das durch Dalmā-Tepe-Keramik geprägt ist, die zuerst im Südkaukasus gefunden wurde.
Die ersten Siedler von Naxçıvantəpə bewohnten Räume, die teilweise in den Boden gegraben und teilweise aus Lehmziegeln gebaut wurden. Bei der Ausgrabung der Siedlungen Ovçular Təpəsi und Yeni Yol wurden Räume dieser Art freigelegt. Holzkohlenreste sind trotz reichlicher Ansammlungen von Asche selten. Dies zeigt, dass Holz sehr selten als Brennstoff verwendet wurde. Die Mehrzahl der archäologischen Materialien aus der Stätte besteht aus Keramik- und Obsidian-Scherben, es gibt auch einige Werkzeuge. Seltene Gegenstände sind ein Schleifstein, ein Flintprodukt und ein Knochenwerkzeug. Die meisten Werkzeuge sind aus Obsidian, einschließlich einiger Klingen für Sicheln, die Informationen über die Wirtschaft liefern.
Tierknochen zeigen, dass die Bewohner in der Regel etwas Viehzucht betrieben. Die Jagd nahm in der Wirtschaft einen unbedeutenden Platz ein. Knochen von Pferden und Hunden sind durch einzelne Beispiele vertreten. Es wurden keine pflanzlichen Überreste gefunden. In den Siedlungsschichten sind Holzkohlenreste unbedeutend, und das Waschen der Aschereste aus verschiedenen Herden brachte bislang keine Ergebnisse.

## Keramik
Die Keramik ist im Allgemeinen für die erste Hälfte des 5. Jahrtausends v. Chr. charakteristisch. Kohle vom unteren Horizont wurde auf 4945 v. Chr. datiert. Sie ähnelt im Allgemeinen der bemalten und geprägten Keramik  von Dalmā Tepe. Einzelne Funde sind im Südkaukasus einzigartig. Daher ist die Keramik der Siedlung von Naxçıvantəpə für die Erforschung der Kultur der Kupfersteinzeit in der Region von großem Wert.
Die Keramik kann auf der Grundlage der Stratigraphie der Siedlung in zwei Perioden unterteilt werden. In Bezug auf die Produktionstechnologie und die Ornamentik stimmen die beiden Gruppen bis zu einem gewissen Grad überein. Die Keramiken wurden hauptsächlich im Coil-Verfahren hergestellt, wobei zwei Schichten Töpferlehm aufeinander aufgetragen wurden. Eine dünne Tonschicht bedeckte die Oberflächen einiger Gefäße. Dies wurde in einigen Fällen zum Ändern der Farbe und in anderen Fällen zu Zierzwecken durchgeführt. Einige Produkte wurden mit Fingerabdrücken verziert, die manchmal ungenau ausgeführt sind. Die Fingerabdrücke blieben in der dünnen oberen Tonschicht haften. Dieses Beschichtungsverfahren wurde auch bei der Restaurierung und Reparatur von Keramiken verwendet. Die Töpferei wird im Allgemeinen mit Spreueinschlüssen hergestellt und in verschiedenen Rottönen gebrannt. Keramik mit Sandeinschluss ist nur in einem Stück vorhanden. Grauwaren werden auch durch ein einzelnes Stück vertreten.
Die Keramik vom oberen Horizont gehört zur ersten Periode. Dieser zeichnet sich durch rechteckige Architektur aus. Die keramischen Produkte dieses Horizonts können in sechs Gruppen eingeteilt werden: einfache Keramik, bemalte Keramik, rot verzierte Keramik ohne Ornament, Keramik mit eingeprägtem Ornament, einschließlich Fingerspitzenabdrücke, mit einem Stempel dekorierte Keramik vom Rand eines Werkzeugs und dekorierte Keramik mit einem Randornament in Form von horizontalen Streifen.
In den Jahren 2010–2016 wurden aus den Tälern Nakhchivançay und Sirabçay neue Denkmäler aus der kupfersteinzeitlichen Zeit gemeldet. Zusammen mit Naxçıvantəpə können diese verwendet werden, um eine Periode von kalkolithischen Monumenten des Südkaukasus zu beschreiben. Der Keramikkomplex von Naxçıvantəpə ist dem von Dalmā Tepe sehr ähnlich. Die Art der bemalten Keramik des Dalmā Tepe ist aus den Siedlungen Uzun Oba und Uçan Ağıl bekannt. Geformte Keramiken wurden in Uçan Ağıl durch ein einziges Exemplar belegt, in anderen Siedlungen jedoch nicht gefunden. Ähnliche Keramiken wurden auch in vereinzelten Kopien in Karabach gefunden. Denkmäler im Urmia-Becken verwenden im Allgemeinen den Obsidian von Sjunik. Die Siedlungen von Nakhchivan verwendeten im Allgemeinen Gekche-Obsidian aus dem Seebecken im heutigen Sevan. Obwohl Syunik Nakhchivan näher ist als Gekche, ist Sjunik-Obsidian in Nachitschewan nicht üblich. Anscheinend hatte der Stamm, der das Urmia-Becken besetzte, Verbindungen zu den Obsidianablagerungen des Sangesurgebirges über die Stämme bei Nachitschewan. Die Entdeckung eines Steinhammers im Nakhchivançay-Tal mit darauf befindlichen Kupferresten zeigt, dass es Verbindungen zwischen diesen Stämmen und dem Sangesurgebirge nicht nur durch Obsidianlager, sondern auch durch Kupferfundstätten gab.
Die Keramik von Dalmā Tepe wurde 1959 zum ersten Mal in der gleichnamigen Siedlung durch die Ausgrabung von Charles Burney und dann auch 1961 durch Cuyler Young erforscht. Ähnliche Keramiken wurden in den Siedlungen von Hasanlu, Hadschi Firuz und Tepe Seavan gefunden. Dalmā-Tepe-Keramiken wurden im Iran und im Irak zusammen mit typischen Halaf- und Obeid-Keramiken  gefunden. Ähnliche Keramiken wurden an den Monumenten des Zagros-Gebirges entdeckt, beispielsweise an Siedlungen im Kangavar-Tal wie Seh Gabi B. und Godin Tepe. Zahlreiche Dalma-Tepe-Keramiken wurden auch im Mahidasht-Tal unter den Oberflächenmaterialien von 16 Siedlungen gefunden. Dazu gehören die Siedlung Tepa Siahbid, Choga Maran und Tepe Kuh. Dalmā-Tepe-Keramiken waren bei den oberflächlichen Materialien bei Tepe Kuh verbreitet. Ähnliche Keramiken wurden auch im Irak bei der Ansiedlung von Jebel, Kirkuk, Tell Abad, Kheit Qasim und Yorgan Tepe gefunden. Solche Keramiken waren auch im Kangavar-Tal vorherrschend, aber im Mahidasht-Tal nahm der Anteil der Dalmā-Tepe-Keramiken sehr stark ab. Während diese Keramiken im Kangavar-Tal 68 % ausmachten, waren es in Mahidasht 24 %. Dies zeigt, dass diese Art von Keramik nach Süden abnahm. Obwohl früher davon ausgegangen wurde, dass ähnliche Keramiken im Süden und Westen des Beckens des Urmiasees verbreitet waren, ist heute bekannt, dass ähnliche Keramiken auch nördlich des Urmiasees und in Nakhchivan vorhanden waren. Auf dem Territorium des iranischen Aserbaidschans zeigt sich diese Kultur auch in den Siedlungen in Culfa Kültepe, Ahranjan Tepe, Lavin Tepe, Ghosha Tepe, Idir Tepe und Baruj Tepe. Nun wurden in Süd-Aserbaidschan an über 100 Stellen ähnliche Keramiken entdeckt. Einige dieser Orte gehörten zu Siedlungen, während andere zu Nomadenstämmen gehörten. Forschern zufolge blühte diese Kultur im Nordwesten des Iran auf und erstreckte sich von dort in den Süden und Westen des Urmia-Beckens. Die chemische Analyse von Dalmā-Tepe-Keramiken hat gezeigt, dass sie lokal hergestellt wurden.